# هایاشی ۴۷۷۱
سیارک ۴۷۷۱ (به انگلیسی: 4771 Hayashi، نامگذاری:1989RM2) چهار هزار و هفتصد و هفتاد و یکمین سیارک کشف شده‌است که در ۷ سپتامبر ۱۹۸۹ کشف شد.
قدر مطلق سیارک برابر ۱۲٫۶۰ است.